# Међународни фестивал песама у Сопоту
Међународни фестивал песама у Сопоту или Сопотски фестивал (касније назван Гран при музичког фестивала у Сопоту, Sopot Top of the Top Festival 2012–13 и Polsat Sopot Festival 2014) је годишње међународно такмичење песама које се одржава у Сопоту, Пољска. То је највећи пољски музички фестивал заједно са Националним фестивалом пољске песме у Опољу и једно од највећих песничких такмичења у Европи.
Такмичење је организовала и директно преносила јавна пољска телевизија (TVP) између 1994. и 2004. године. Следеће године, концерт је први пут емитовала приватна медијска станица TVN и остао је на TVN-у до 2009. године. Од 2012. до 2014. године концерт је преносио и организовао Polsat. Касније га је емитер отказао. Фестивал 2015. није емитован на телевизији, али се вратио 2017. на TVN.

## Историја
Први фестивал у Сопоту иницирао је и организовао 1961. године Владислав Шпилман, уз помоћ Шимона Закржевског из менаџмента пољских уметника (PAGART). Прва три издања одржана су у сали Гдањског бродоградилишта (1961–1963), након чега се фестивал преселио у Шумску оперу. Главна награда је била Amber Nightingale кроз већи део своје историје.
Између 1977. и 1980. заменила  га је Песма Интервизије које се још увек одржава у Сопоту. За разлику од такмичења за Песму Евровизије, Међународни музички фестивал у Сопоту је често мењао своје формуле за избор победника и нудио је много различитих такмичења за своје учеснике. На пример, на 4. фестивалу Песма Интервизије песме (одржаном у Сопоту 20-23. августа 1980.) била су ефикасна два такмичења: једно за уметнике који представљају телевизијске куће, друго за оне који представљају дискографске куће. У првом је жири разматрао уметничке вредности пријављених песама; док је у другом пресуђивало интерпретацију извођача.
Фестивал је увек био отворен за неевропске извођаче, а земље попут Кубе, Доминиканске Републике, Монголије, Новог Зеланда, Нигерије, Перуа, Јужне Африке и многе друге су биле представљене на овој манифестацији.
Такмичење је изгубило популарност у Пољској и иностранству током 1980-их, додатно опадајући током 1990-их, а прилично неубедљиве организације TVP-а натерале су власти Сопота да организацију Међународног песничког фестивала у Сопоту 2005. дају приватном ТВ каналу TVP.
Од 1999. није било такмичења. TVN је уместо тога одлучио да позове познате уметнике, укључујући Витни Хјустон, Тину Тарнер, The Corrs, Лајонела Ричија, UB40, Рикија Мартина и Симпли Реда. TVN је 2005. вратио међународно такмичење, преузимајући од TVP-а, а 2006. позвао је Елтона Џона и Кејти Мелуау. Међународни фестивал песме у Сопоту се обично сматра већим од Међународног фестивала песме у Бенидорму због своје способности да привуче звезде.
2010. и 2011. године фестивал није одржан због реновирања Шумске опере. Од 2012. године носи назив Sopot Top Of The Top Festival и сваке године га емитује Polsat. Године 2014. назив је промењен у Полсат Сопот Фестивал. 2015. године Полсат је одлучио да не организује фестивал. Међутим, градске власти су одлучиле да ове године организују једнодневни фестивал у Сопоту, али без телевизијског преноса.
2016. године концерт није одржан због недостатка телевизијског партнера, који је у почетку требало да буде TVP. После годину дана паузе донета је одлука да се фестивал обнови. Од 2017. године поново га организује и емитује ТВН.
Фестивал је такође пружио прилику да се слушају међународне звезде. У прошлости су се у њему појављивали Шарл Азнавур, Бони М, Глорија Гејнор, Џони Кеш, а однедавно: Чак Бери, Ванеса Меј, Ени Ленокс, Белинда Карлајл, Ваја Кон Диос, Крис Реа, Танита Тикарам, Ла Тоја Џексон, Кајаго, Горан Бреговић, Анастасија.

## Победници по годинама
На овој листи су само победници најпрестижнијих такмичења у оквиру Музичког фестивала у Сопоту. Понекад је једно такмичење временом засенило друго. Grand Prix de disque је била најпрестижнија награда између 1974. и 1976. и Песма Интервизије 1977-80. Од 1980-их, главна награда фестивала је награда Amber Nightingale.
Фестивал је такође додељивао награде за Best Interpretation 1960-их и Winner Of The Polish Day од 1960-их до 1980-их.
| Година                                                                   | Датум                     | Држава                 | Извођач                | Песма/Песме                               |
| ------------------------------------------------------------------------ | ------------------------- | ---------------------- | ---------------------- | ----------------------------------------- |
| 1961–1973: Price for the Masterpiece                                     |                           |                        |                        |                                           |
| 1961.                                                                    | 25–27. август             | Швајцарска             | Jo Rolland             | "Nous Deux"                               |
| 1962.                                                                    | 6–8. јул                  | Грчка                  | Jeanne Yovanna         | "Ti Krima"                                |
| 1963.                                                                    | 15–18. август             | Совјетски Савез        | Tamara Miansarova      | "Пусть всегда будет солнце!" (ex-aequo)   |
| 1963.                                                                    | 15–18. август             | Француска              | Simone Langlois        | "Toi et ton sourire" (ex-aequo)           |
| 1964.                                                                    | 6–12. август              | Грчка                  | Nadia Constantopoulou  | "S'efharisto kardia mou"                  |
| 1965.                                                                    | 5–8. август               | Канада                 | Monique Leyrac         | "Mon pays"                                |
| 1966.                                                                    | 25–28. август             | Сједињене Државе       | Lana Cantrell          | "I'm all smiles"                          |
| 1967.                                                                    | 17–20. август             | Пољска                 | Dana Lerska            | "Po prostu jestem"                        |
| 1968.                                                                    | 22–25. август             | Пољска                 | Urszula Sipińska       | "Po ten kwiat czerwony"                   |
| 1969.                                                                    | 21–24. август             | Швајцарска             | Henri Dès              | "Maria Consuelo"                          |
| 1970.                                                                    | 27–30. август             | Канада                 | Robert Charlebois      | "Ordinaire"                               |
| 1971.                                                                    | 26–29. август             | Велика Британија       | Samantha Jones         | "He Moves Me"                             |
| 1972.                                                                    | 23–26. август             | Совјетски Савез        | Lev Leschchenko        | "Я не был с ним знаком" (ex-aequo)        |
| 1972.                                                                    | 23–26. август             | Пољска                 | Andrzej Dąbrowski      | "Do zakochania jeden krok" (ex-aequo)     |
| 1973.                                                                    | 21–25. август             | Велика Британија       | Tony Craig             | "Can You Feel It" and "Song of Skaldowie" |
| 1974–1976: Grand Prix de disque                                          |                           |                        |                        |                                           |
| 1974.                                                                    | 21–24. август             | Финска                 | Marion Rung            | "Uskon lauluun"                           |
| 1975.                                                                    | 20–23. август             | Велика Британија       | Glen Weston            | "I Still Love You"                        |
| 1976.                                                                    | 24–29. август             | Совјетски Савез        | Irina Ponarovskaya     | "Мольба"                                  |
| 1977–1980: Intervision Song Contest                                      |                           |                        |                        |                                           |
| 1977.                                                                    | 24–27. август             | Чехословачка           | Helena Vondráčková     | "Malovaný džbánku"                        |
| 1978.                                                                    | 23–26. август             | Совјетски Савез        | Alla Pugacheva         | "Всё могут короли"                        |
| 1979.                                                                    | 22–25. август             | Пољска                 | Czesław Niemen         | "Nim przyjdzie wiosna"                    |
| 1980.                                                                    | 20–23. август             | Финска                 | Marion Rung            | "Hyvästi yö"                              |
| Ниједан фестивал није одржан 1981–1983 због ванредног стања у Пољској    |                           |                        |                        |                                           |
| 1984–1987: Sopot Music Festival Grand Prix                               |                           |                        |                        |                                           |
| 1984.                                                                    | 15–18. август             | Пољска                 | Krystyna Giżowska      | "Blue Box"                                |
| 1985.                                                                    | 21–24. август             | Шведска                | Herreys                | "Summer Party"                            |
| 1986.                                                                    | 20–23. август             | Сједињене Државе       | Mara Getz              | "Hero Of My Heart"                        |
| 1987.                                                                    | 19–22. август             | Западна Немачка        | Double Take            | "Rockola"                                 |
| 1988–1990: Golden Disc                                                   |                           |                        |                        |                                           |
| 1988.                                                                    | 20–23. август             | Сједињене Државе       | Kenny James            | "The Magic In You"                        |
| 1989.                                                                    | 16–19. август             | Норвешка               | Dance with a Stranger  | "By"                                      |
| 1990.                                                                    | 15–18. август             | Пољска                 | Lora Szafran           | "Zły chłopak" and "Trust Me At Once"      |
| 1991–1993: Sopot Music Festival Grand Prix                               |                           |                        |                        |                                           |
| 1991.                                                                    | 22–25. август             | Летонија               | New Moon               | "Ice"                                     |
| 1992.                                                                    | 27–30. август             | Аустрија               | Mark Andrews           | Непознато                                 |
| 1993.                                                                    | 26–28. август             | Литванија              | Arina                  | "Rain Is Coming Down"                     |
| 1994–2004: Sopot Music Festival Grand Prix са TVP)                       |                           |                        |                        |                                           |
| 1994.                                                                    | 26–27. август             | Пољска                 | Varius Manx            | "Zanim zrozumiesz"                        |
| 1995.                                                                    | 25–26. август             | Пољска                 | Kasia Kowalska         | "Jak rzecz" and "A to co mam"             |
| 1996.                                                                    | 22–24. август             | Није одржано такмичење | Није одржано такмичење | Није одржано такмичење                    |
| 1997.                                                                    | 22–23. август             | Холандија              | Total Touch            | "Somebody Else's Lover"                   |
| 1998.                                                                    | 21–22. август             | Италија                | Alex Baroni            | "Male che fa male"                        |
| 1999.                                                                    | 20–22. август             | Пољска                 | Małgorzata Ostrowska   | "Lawa"                                    |
| 2000.                                                                    | 18–19. август             | Чешка                  | Helena Vondráčková     | "Veselé Vánoce a šťastný nový rok"        |
| 2001.                                                                    | 24–25. август             | Белгија                | Natacha Atlas          | "Ayeshteni"                               |
| 2002.                                                                    | 23–24. август             | Пољска                 | Irena Santor           | "Jeszcze kochasz mnie”                    |
| 2003.                                                                    | 22–23. август             | Пољска                 | Skaldowie              | "Hymn o miłości"                          |
| 2004.                                                                    | 20–21. август             | Није одржано такмичење | Није одржано такмичење | Није одржано такмичење                    |
| 2005–2011: Sopot Music Festival Grand Prix са TVN                        |                           |                        |                        |                                           |
| 2005.                                                                    | 2–4. септембар            | Пољска                 | Andrzej Piaseczny      | "Z głębi duszy" (all-Polish contest)      |
| 2006.                                                                    | 1–3. септембар            | Велика Британија       | Mattafix               | "Big City Life"                           |
| 2007.                                                                    | 31. август – 2. септембар | Пољска                 | Feel                   | "A gdy już jest ciemno"                   |
| 2008.                                                                    | 23–24. август             | Шведска                | Oh Laura               | "Release Me"                              |
| 2009.                                                                    | 22–23. август             | Аустралија             | Gabriella Cilmi        | "Sweet About Me"                          |
| Ниједан фестивал није одржан 2010–2011 због кризе државног дуга у Европи |                           |                        |                        |                                           |
| 2012–2013: Sopot Top Of The Top Festival са Polsat                       |                           |                        |                        |                                           |
| 2012.                                                                    | 24–25. август             | Шведска                | Eric Saade             | "Hotter Than Fire"                        |
| 2013.                                                                    | 23–24. август             | Француска              | Imany                  | "You Will Never Know"                     |
| 2014: Polsat Sopot Festival                                              |                           |                        |                        |                                           |
| 2014.                                                                    | 22–23. август             | Пољска                 | Ewa Farna              | "Cicho"                                   |
| 2015: Sopot Festival                                                     |                           |                        |                        |                                           |
| 2015.                                                                    | 21. август                | Није одржано такмичење | Није одржано такмичење | Није одржано такмичење                    |
| Ниједан фестивал није одржан 2016. због недостатка емитера               |                           |                        |                        |                                           |
| Од 2017: Top of the Top Sopot Festival са TVN                            |                           |                        |                        |                                           |
| 2017.                                                                    | 18–20. август             | Није одржано такмичење | Није одржано такмичење | Није одржано такмичење                    |
| 2018.                                                                    | 14–16. август             | Румунија               | Mihail                 | "Who You Are"                             |
| 2019.                                                                    | 13–15. август             | Шведска                | Frans                  | "If I Were Sorry"                         |
| Ниједан фестивал није одржан 2020. због пандемије COVID-19 у Пољској     |                           |                        |                        |                                           |
| 2021.                                                                    | 17–20. август             | Пољска                 | Dawid Kwiatkowski      | "Bez Ciebie"                              |
| 2022.                                                                    | 16–19. август             | Пољска                 | Michał Szpak           | "24 na 7"                                 |
| 2023.                                                                    | 21–24. август             | Пољска                 | Kwiat Jabłoni          | "Od nowa"                                 |

## Победници по земљама
| Побеђује | Држава               | Године                                                                                                 |
| -------- | -------------------- | --- |
| 17       | Пољска               | 1967, 1968, 1972*, 1979, 1984, 1990, 1994, 1995, 1999, 2002, 2003, 2005, 2007, 2014, 2021, 2022, 2022. |
| 4        | Шведска              | 1985, 2008, 2012, 2019                                                                                 |
| 4        | Уједињено Краљевство | 1971, 1973, 1975, 2006                                                                                 |
| 4        | Совјетски Савез      | 1963*, 1972*, 1976, 1978                                                                               |
| 3        | Сједињене Државе     | 1966, 1986, 1988                                                                                       |
| 2        | Француска            | 1963*, 2013                                                                                            |
| 2        | Финска               | 1974, 1980                                                                                             |
| 2        | Канада               | 1965, 1970                                                                                             |
| 2        | Швајцарска           | 1961, 1969                                                                                             |
| 2        | Грчка                | 1962, 1964                                                                                             |
| 1        | Румунија             | 2018                                                                                                   |
| 1        | Аустралија           | 2009                                                                                                   |
| 1        | Белгија              | 2001                                                                                                   |
| 1        | Чешка                | 2000                                                                                                   |
| 1        | Италија              | 1998                                                                                                   |
| 1        | Холандија            | 1997                                                                                                   |
| 1        | Литванија            | 1993                                                                                                   |
| 1        | Аустрија             | 1992                                                                                                   |
| 1        | Летонија             | 1991                                                                                                   |
| 1        | Норвешка             | 1989                                                                                                   |
| 1        | Западна Немачка      | 1987                                                                                                   |
| 1        | Чехословачка         | 1977                                                                                                   |

* Више од једног победника те године.